# Евфимий I (патриарх Константинопольский)
Патриарх Евфи́мий I Си́нкелл  (греч. Πατριάρχης Ευθύμιος Α΄ Σύγκελλος; ок. 834, Исаврия — 5 августа 917, Константинополь) — Патриарх Константинопольский с марта 907 по май 912 года.

## Жизнеописание
Евфимий родился около 834 года в регионе Исаврия, в поселении Селевкия (современный Силифке) и с ранней юности посвятил себя Богу и монашеской жизни.
В 17 лет он принял постриг в одном из монастырей на горе Олимп в Вифинии. Он вёл очень аскетическую жизнь, терпел голод, жажду, холод и другие лишения. В суровые зимы ходил в одном лишь рубище. Затем Евфимий сам построил монастырь в заливе, напротив Никомедии, ныне Измит, предположительно в районе современного города Golcuk.
В 880-х годах Ефмимий отправился в Константинополь, где он некоторое время провёл в монастыре Святого Феодора. Будущий император Лев VI после женитьбы на Феофано избрал его в качестве своего духовника.
Предположительно в 883 году, при посещении в тюрьме Льва VI, Евфимий предсказал ему воцарение на престол.
В 887 году к Евфимию в храм Богоматери в Пиги приходил император Лев VI.
В том же году он сделал предсказание Стилиану Заутцу: — «…ты никогда не осуществишь свои замыслы, будешь низвергнут и ослеплен…».
В декабре 889 года император назначил Евфимия патриаршим синкеллом.
В 890 году по указу императора началось строительство Псамафийского монастыря для Евфимия, а 6 мая 892 года справили праздник обновления храма.
С ноября 896 года по декабрь 898 года Евфимий был заключён в монастыре Святого Диомида.
В 906 году игумен Псамафийского монастыря участвовал в возложении Пояса Пресвятой Богородицы на голову страждущей императрицы Зои и та исцелилась.
В феврале 907 года прибывшие в Константинополь уполномоченные из Рима и от восточных патриархов составили церковный собор и признали патриарха Николая Мистика подлежащим низложению. Император с грамотами явился к Евфимию и предложили принять на себя управление Церковью.
Патриарх не произвел возглашение Зои Карбонопсины как августы в церкви, что было бы официальным признанием Зои императрицей. Патриарх Евфимий признал брак Льва VI только после издания императорской новеллы, запрещавшей четверобрачие как духовным, так и светским законодательством. При жизни императора Льва VI николаиты (ревнители старого православия) терпели изгнание, а после его смерти, в 912 году, брат Льва VI, Александр, придя к власти, возвратил николаитов и предоставил им занять свои кафедры. В этом же году император Александр созвал в Константинополе собор, на котором Евфимий был низложен и сослан в Агафов монастырь.
В феврале 914 года Зоя Карбонопсина просила Евфимия снова занять престол, но он отказался.
Евфимий I умер 5 августа 917 года. Примирение его сторонников и Николая Мистика состоялось только в июле 920 года.